# 通販生活
『通販生活』（つうはんせいかつ）は、株式会社カタログハウス（英: CATALOGHOUSE Ltd.）が発行する日本の通信販売カタログ誌。同社の登録商標である。
斉藤駿により1982年に創刊され、1994年から書店販売を開始した。夏号、秋・冬号、春号として年3回発行されている。また各号の商品をまとめた『ピカイチ事典』を年1回発行している。ターゲットは50,60歳代の女性シニア層。公式ウェブサイトによると購読者数は109万人（2008年11月21日現在）。
誌面は商品情報のみではなく、通販生活の主張する政治的内容（反原発、憲法9条の固持、反基地、2022年ロシアのウクライナ侵攻に関してウクライナ側に停戦を求める主張など）も多く含まれている。また、表紙にも政治に関連したスローガンや主張などが掲載されることがある。

## 概要
身近には売られていない優れた商品を消費者に推薦するというのが基本方針で、安値を売りにすることはない。扱う商品のジャンル電化製品、日用品、衣料品、食料品などと幅広い。環境問題にも力を入れており、可能な限り環境への負荷が少ない商品を取り扱うとしている。資源の有効活用のため、購入者が商品を長く使えるように、手入れの方法や修理への出し方を販売後1年目で通知し、メーカーによる修理が出来なくなっても有料で修理部門が修理を行えるようになっている。
商品の紹介記事は、通常の雑誌のものと基本的には変わらず、性能･効果を示す写真やグラフなどを用いて商品を説明するものや、文化人やタレントなど著名人が商品の使用感を述べるものなどがある。しかし、ひとつのジャンルの商品を多く列挙する一般的な通販カタログ誌とは異なり、ひとつのジャンルにつき一品の紹介である。これは良い商品を厳選して消費者に薦めるためで、また商品の検査や購入後のサポート、商品の紹介をよりよく行うためとしている。商品とは関係のない記事やコラムも誌面には含まれ、その内容は日常の話題から環境問題、政治的な話題までと様々である。人気のあるものは単行本としてカタログハウスから出版されている（『通販生活ネコマンガ』、『ナンシー関の記憶スケッチアカデミー』など）。
また、紙面において「憲法9条」や「核兵器、原発」等の政治問題を取り扱った対論特集が組まれる事でも知られる。2013年春号（1月発行）では、ドイツ映画『みえない雲』（2006年）のDVDが定期購読者用特別付録としてつき、また誌面上では「沖縄は日本から独立すべき」といった言説を含む特集が組まれた。
2015年秋には「戦争を知らない子供たち」をテレビCMに使用し、「この歌をこれからも歌える国でありますように」とメッセージを表示した。

## 斉藤駿
同社の創業者。彼の発行する通販カタログは商品のカタログであると同時に、斉藤および編集部の様々な主張の舞台でもある。防衛費1%突破の是非を問うことに始まり、憲法9条、オゾン層破壊問題、チェルノブイリ被災者の支援（1990-2008年）、直近では「原発国民投票」を呼びかけるなど、通常の通販カタログの範疇に収まらない。
また、同社は社会民主党（社民党）に企業献金も行なっている。

## 通販生活の広告やテレビCMに登場したことのある著名人
- 鎌田實
- 内館牧子
- 辻村深月
- 杉田二郎
- 下重暁子
- 桜木紫乃
- 山瀬まみ
- 角田光代
- 藤田宜永
- 室井佑月
- 筒井康隆
- 高橋源一郎
- 三浦しをん
- 立川志の輔
- ペギー葉山
- 林家たい平
- 湯山玲子
- 加藤登紀子
- 吉永みち子
- 香山美子
- 渡辺えり
- 俵万智
- 阿木燿子
- 浜内千波
- 山本麗子

## 不祥事

### 2023年冬号の表紙文章を巡る問題
2023年冬号の表紙にて、テレビ画面に表示された、ロシアによるウクライナ侵略の画像を見上げる猫の画像と共に以下の文章が掲載された。
また、巻頭特集ページでは東京外国語大学名誉教授の伊勢崎賢治（平和学研究者）による「停戦案」をベースに4人の識者の寄稿を掲載した。
SNSなどでは、表紙で「殺せ」「殺されろ」といった言葉を使ったり戦争を「猫同士のケンカ」に例えたりした事や、伊勢崎の「停戦案」の内容などに対し批判が起きた。
在日ウクライナ大使館は2023年10月27日、X（旧Twitter）の公式アカウントで、表紙について「在日ウクライナ大使館はこのような呼びかけ及び例えを、日本国民及び日本政府の立場に矛盾するものとして強く非難します。 ロシアは侵略国家であり、ウクライナから直ちに撤退すべきです。 主権国家に対する侵略戦争はケンカではありません。侵略者を宥めることは終戦に導きません。」との声明を出した。
カタログハウスは同月30日、駐日ウクライナ特命全権大使のセルギー・コルスンスキー宛に、祖国防衛の戦いを「ケンカ」と表現したのは不適切だったとする謝罪の文書をウクライナ大使館に渡すとともに、公式サイトにおいて代表取締役の斎藤憶良と編集人の釜池雄高両名による謝罪のコメントを発表した。この中で、読者からの問い合わせにあった「殺せ」「殺されろ」に関して、「主語は決して「ウクライナの人びと」ではなく、戦争の本質を表現したつもりです。どちらの側に理があるにせよ、「殺せ」は「殺されろ」の同義語になってしまうから、勃発した戦争は一日も早く終結させなくてはいけない。そんな思いを託して、このように表現しました」とした上で、「つたない表現で誤解を招いてしまったことをお詫びします」と謝罪、「申し上げるまでもなく、私たちはロシアの侵攻は許されるものではないと考えています」と改めて立場を表明している。また担当者によれば、今後この号の店頭での販売取り止めも検討しているとしている。

## 関連書籍
- 斉藤駿『なぜ通販で買うのですか』 (集英社新書)　集英社　2004年　ISBN 978-4478560297
- 斉藤駿『小売の説得術―モノ買わぬ消費者とのコミュニケーション』ダイヤモンド社 1998年　ISBN 978-4478560297
- 斉藤駿『通信販売は小売を変える』自由國民社 1995年　ISBN 978-4426739003
- カタログハウス編集部『通販生活ネコマンガ』カタログハウス 2005年　ISBN 978-4905943556
- 通販生活編集部 『とんでもない買い物』カタログハウス 1996年　ISBN 978-4905943259